# Aegialomys galapagoensis
Az Aegialomys galapagoensis az emlősök (Mammalia) osztályának rágcsálók (Rodentia) rendjébe, ezen belül a hörcsögfélék (Cricetidae) családjába tartozó faj.

## Előfordulása
Az Ecuadorhoz tartozó Galápagos-szigeteken honos.

## Alfajai
- Aegialomys galapagoensis bauri - Santa Fe-sziget
- Aegialomys galapagoensis galapagoensis - San Cristóbal-sziget (kihalt)